# Pityusenhagedis
De pityusenhagedis (Podarcis pityusensis) is een hagedis uit de familie echte hagedissen (Lacertidae).

## Uiterlijke kenmerken
De pityusenhagedis kan ongeveer twintig centimeter lang worden inclusief de staart die anderhalf keer zo lang is als het lichaam. De hagedis heeft een slanke lichaamsbouw, lange tenen en een vrij stompe kop. Er zijn twee kleurvariaties: die van Formentera en die van Ibiza. Op Mallorca komen beide varianten voor, maar zijn daar geïntroduceerd, zie onder verspreiding. De Formentera-variant heeft een witte of groene basiskleur met donkerbruine tot zwarte dunne vlekkenrijen op de rug en flanken. In de paartijd kleuren de dieren jade-groen en oranje op de buik en keel, met name de mannetjes. De Ibiza-variant heeft een beige of geelbruine tot bruine rug, en roodbruine flanken. Ze kunnen 6 jaar oud worden.

## Levenswijze
Het voedsel bestaat uit insecten en andere ongewervelden maar ook plantaardige delen worden gegeten.Omdat de hagedis naar voedsel zoekt en gevoerd kan worden met fruit is het een bezienswaardigheid op veel eilanden.
De vrouwtjes zetten eieren af, dit zijn er een tot vier per legsel. De eieren worden afgezet in holletjes of onder stenen.

## Verspreiding en habitat

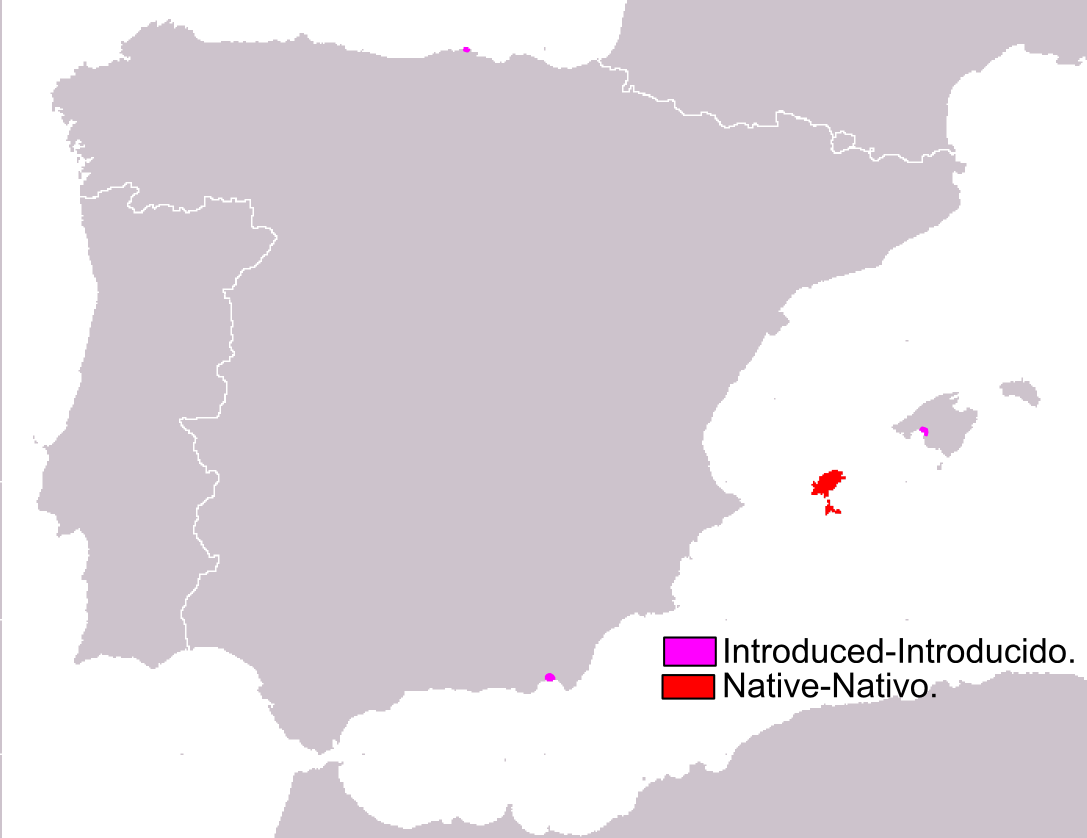
Natuurlijk verspreidingsgebied in het rood, geïntroduceerde populaties in het paars.

De hagedis leeft in het westelijke deel van de Balearen, de Pityusen genaamd en alleen op Ibiza en Formentera en enkele kleine omliggende eilandjes. De hagedis is geïntroduceerd op Mallorca en is hier waarschijnlijk drie eeuwen geleden door smokkelaars meegebracht. De pityusenhagedis is een typische muurhagedis die op muren en rotswanden klimt en komt ook voor in door de mens aangepaste omgevingen zoals agrarische gebieden, stortplaatsen en tuinen. De hagedis leeft in het grootste deel van zijn areaal in onherbergzame gebieden, zoals rotseilanden langs de kust waar geen planten groeien.

### Beschermingsstatus
Door de internationale natuurbeschermingsorganisatie IUCN is de beschermingsstatus 'gevoelig' toegewezen (Near Threatened of NT).

## Naam en indeling

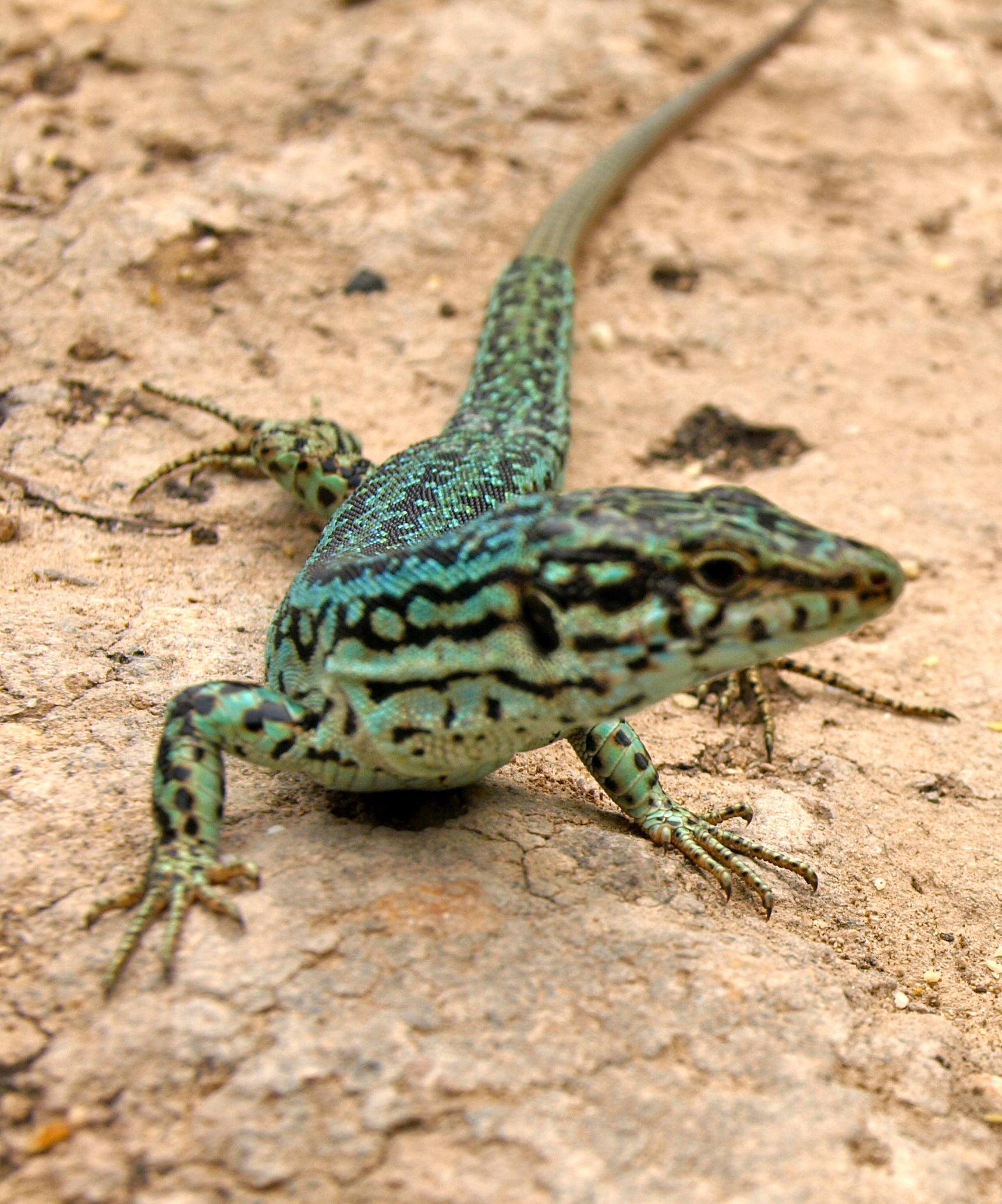
Close-up van de voorzijde.

Deze soort wordt soms ook wel Ibiza(muur)hagedis genoemd, een verbastering uit het Engels. De soort werd voor het eerst wetenschappelijk beschreven door Eduardo Boscá y Casanoves in 1883. Oorspronkelijk werd de naam Lacerta muralis var. pityusensis gebruikt.
De pityusenhagedis is nauw verwant aan de balearenhagedis (Podarcis lilfordi), die veel uiterlijke overeenkomsten vertoont. Ook wat betreft de levenswijze delen beide soorten bepaalde kenmerken zoals het deels plantaardige menu, wat ongebruikelijk is voor echte hagedissen.

Doordat de pityusenhagedis twee kleurvariaties kent die verspreid voorkomen onder de verschillende ondersoorten, gaan er stemmen op om deze soort te verdelen herverdelen in twee nieuwe soorten: de Formentera- en de Eivissa-variant. Eivissa is de lokale naam voor Ibiza. Er zijn 24 ondersoorten die voornamelijk verschillen in verspreidingsgebied;

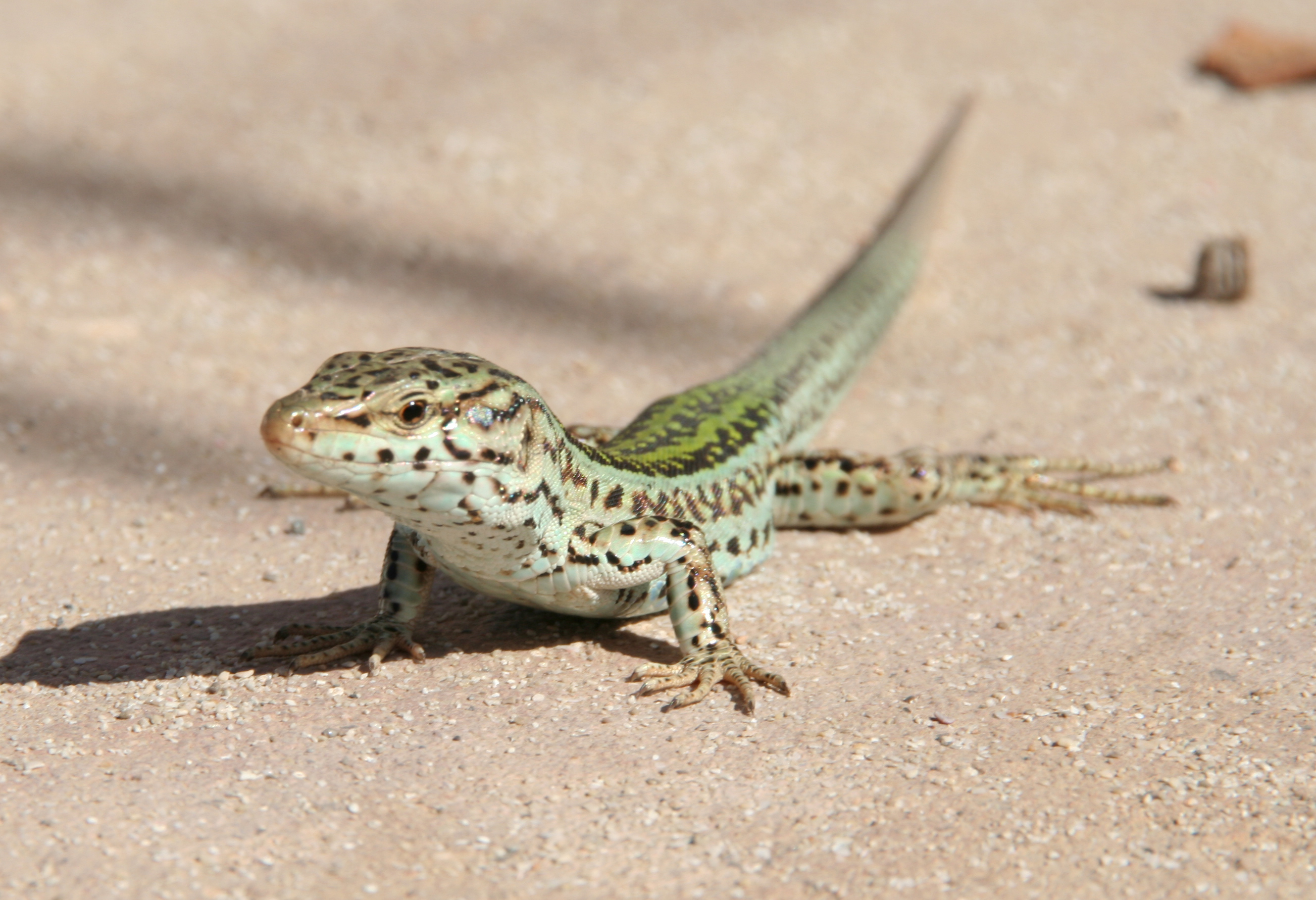
Een zonnend exemplaar

.
| Naam                                 | Auteur                 | Verspreidingsgebied     |
| ------------------------------------ | ---------------------- | ----------------------- |
| Podarcis pityusensis ahorcadosi      | Eisentraut, 1930       | ?                       |
| Podarcis pityusensis calaesaladae    | Müller, 1928           | ?                       |
| Podarcis pityusensis canensis        | Eisentraut, 1928       | Canä                    |
| Podarcis pityusensis canaretensis    | Illot d’es Canaret     | Cirer, 1980             |
| Podarcis pityusensis caragolensis    | Buchholz, 1954         | Caragole                |
| Podarcis pityusensis carlkochi       | Mertens & Müller, 1940 | Ibiza                   |
| Podarcis pityusensis characae        | Buchholz, 1954         | ?                       |
| Podarcis pityusensis formenterae     | Eisentraut, 1928       | ?                       |
| Podarcis pityusensis frailensis      | Eisentraut, 1928       | Fraile                  |
| Podarcis pityusensis gastabiensis    | Eisentraut, 1928       | Gastabi                 |
| Podarcis pityusensis gorrae          | Eisentraut, 1928       | Bleda Gorra             |
| Podarcis pityusensis hedwigkamerae   | Müller, 1927           | ?                       |
| Podarcis pityusensis hortae          | Buchholz, 1954         | Hort                    |
| Podarcis pityusensis kameriana       | Müller, 1927           | Esparto Island          |
| Podarcis pityusensis maluquerorum    | Mertens, 1921          | Bledas                  |
| Podarcis pityusensis muradae         | Eisentraut, 1928       | Murada                  |
| Podarcis pityusensis negrae          | Eisentraut, 1928       | Negres                  |
| Podarcis pityusensis pityusensis     | Boscá, 1883            | Ibiza                   |
| Podarcis pityusensis ratae           | Eisentraut, 1928       | Ratas                   |
| Podarcis pityusensis redonae         | Eisentraut, 1928       | Redona de Santa Euläria |
| Podarcis pityusensis schreitmuelleri | Müller, 1927           | Ibiza                   |
| Podarcis pityusensis tagomagensis    | Müller, 1927           | Tagomago                |
| Podarcis pityusensis torretensis     | Buchholz, 1954         | Torretas                |
| Podarcis pityusensis vedrae          | Müller, 1927           | Es Vedrà                |